# Сухоярівка (зупинний пункт)
Сухоярівка — пасажирський залізничний зупинний пункт Полтавської дирекції Південної залізниці.
Розташований на лінії Прилуки — Гребінка між станціями Прилуки (5 км) та Линовиця (8 км) за 1 км від с. Тополя та Сухоярівка Прилуцького району Чернігівської області.
Відкрита у 1970-і роки.
Станом на березень 2020 року щодня п'ять пар дизель-потягів прямують за напрямком Прилуки/Ніжин — Гребінка.